# Hurenkarrentaler

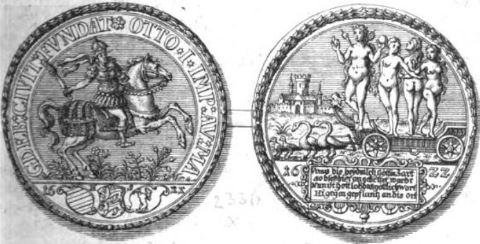
Doppelter Schautaler der Stadt Magdeburg von 1622, sogenannter Hurenkarrentaler. Die Darstellung entspricht etwa dem realen Durchmesser. (Kupferstich aus Johann David Köhlers Münzbelustigung von 1750)

Hurenkarrentaler (auch Venustaler) ist die volkstümliche Bezeichnung für einen Schautaler der Stadt Magdeburg von 1622, der zum Gedenken an die Gründung der Stadt geprägt wurde. Das Volk sah in der Darstellung der unbekleideten Göttinnen auf der Rückseite des Talers Prostituierte und in dem Wagen, auf dem sie stehen, einen Schandkarren.

## Münzbeschreibung
Die Gedenkmünze kommt als 1-, 1½-, 2- und 3facher Taler, auch als Klippe und in Gold als Zehn-Dukaten-Stück im Gewicht von 31 bis 34 Gramm vor. Der Durchmesser des einfachen silbernen Schautalerstücks beträgt etwa 50,5 Millimeter bei einem Gewicht von 31 Gramm. Einfach- und Mehrfachtaler haben nahezu gleiche Durchmesser.

### Vorderseite
Der nach rechts auf einer Blumenwiese galoppierende Kaiser Otto I. im Harnisch hält in der Rechten das Zepter. Im Abschnitt befinden sich die Wappenschilde von Burgund, Braunschweig und Sachsen, dazwischen das geteilte Münzmeisterzeichen H – S des Münzmeisters Henning Schreiber der Münzstätte Magdeburg und außen zu den Seiten die geteilte Jahreszahl 16 – 22.
- Umschrift:

In der Umschrift wird Otto I. als Gründer der Stadt Magdeburg bezeichnet.
OTTO ∙ I ∙ IMP(erator) : AV(gustus) : MA – GDEB(urgensis) : CIVIT(atis) : FVNDAT(or)
Otto I., erhabener Kaiser, der Stadt Magdeburg Erbauer
Der auf der Vorderseite dargestellte Otto I., der Große, war seit 936 König des Ostfrankenreiches und Herzog von Sachsen, seit 951 König von Italien und seit 962 römisch-deutscher Kaiser.

### Rückseite
(Beschreibung unter Verwendung von Köhler, Schildmacher, Künker u. a.)
Auf einem von zwei Tauben und zwei Schwänen gezogenen vierrädrigen, flachen Karren steht Venus mit dem Myrtenkranz. In der rechten Hand hält sie drei kleinere, in der linken eine größere Kugel. In der rechten Brust steckt eine Fackel, in der linken ein Pfeil. Rechts neben ihr stehen drei Grazien, die einen Kreis schließen. Im Hintergrund links ist die Stadtansicht mit der Burg zu sehen. Im Abschnitt befindet sich eine verzierte Schrifttafel mit vier Zeilen Schrift:

„Venus die heydnisch gottin zart

so blos hier angebettet wardt

Nun ist gottlob das gottlich wort

Hegegen gepflantz an dis ort.“

Die Inschrift bedeutet, „dass der Ort ein Hort des Heidentums und der Lust war, bevor Kaiser Otto I. ihn zu einer christlichen, ganz der Sitte und Moral verpflichteten Stadt machte.“
Man sah also in der Stadt vor der Zeit Otto I. in dem Namen der Stadt eine Burg der Magd Venus, die der zu heidnischen Zeiten von den Römern erbauten Stadt den Namen gegeben habe, während nun Magdeburg eine Trutzburg für das göttliche Wort sei.
Die Jahreszahl 16 – 22 ist geteilt durch die Schrifttafel.

## Münzgeschichte
Im Jahr 1567 erteilte Kaiser Maximilian II. (1564–1574) der Stadt Magdeburg das Münzrecht, das jedoch erst ab 1570 wahrgenommen wurde.
Nachdem Magdeburg 1622 die Kipper- und Wipperinflation überwunden hatte und die unterwertigen Kippermünzen der Jahre 1619 bis 1622 eingeschmolzen waren, prägte die Stadt wieder vollwertige Münzen. Die großen Schaustücke in Gold und Silber zur Erinnerung an die Stadtgründung wurden als Geschenke der Stadt an Fürsten, Standespersonen und verdiente Bürger vergeben.
Der Gedenktaler mit dem volkstümlichen Namen Hurenkarrentaler ist nach dem Münzbild auf der Rückseite benannt, auf dem ein Wagen mit unbekleideten Frauen zu sehen ist, die man wahrscheinlich als Prostituierte ansah, die in Magdeburg bis ins 18. Jahrhundert zur Strafe vor einen Wagen gespannt wurden, den sie zu ihrer Schande durch die Stadt ziehen mussten:

„Man sah in dem Namen der Stadt also eine Burg der Magd Venus. Ich möchte nicht unterlassen, eine Stelle aus F. W. Hoffmann, Gesch. d. Stadt Magdeburg III (1850) S. 381 anzuführen, da der dort geschilderte Brauch vielleicht zu der Benennung dieser Münze veranlasst hat. Es heisst da: Liederliche Frauenspersonen wurden vor und neben einen leichten, einem Müllerkarren ähnlichen Wagen gespannt, mit Flederwischen und Schellen behängt. So mussten sie ihn vom Rathause nach den Wohnungen des Bürgermeisters und Marktrichters ziehen und bekamen Schläge, wenn sie nicht munter zuschritten. Der Brauch bestand bis ins 18. Jahrhundert.“

### Köhlers historische Erklärung (1750)

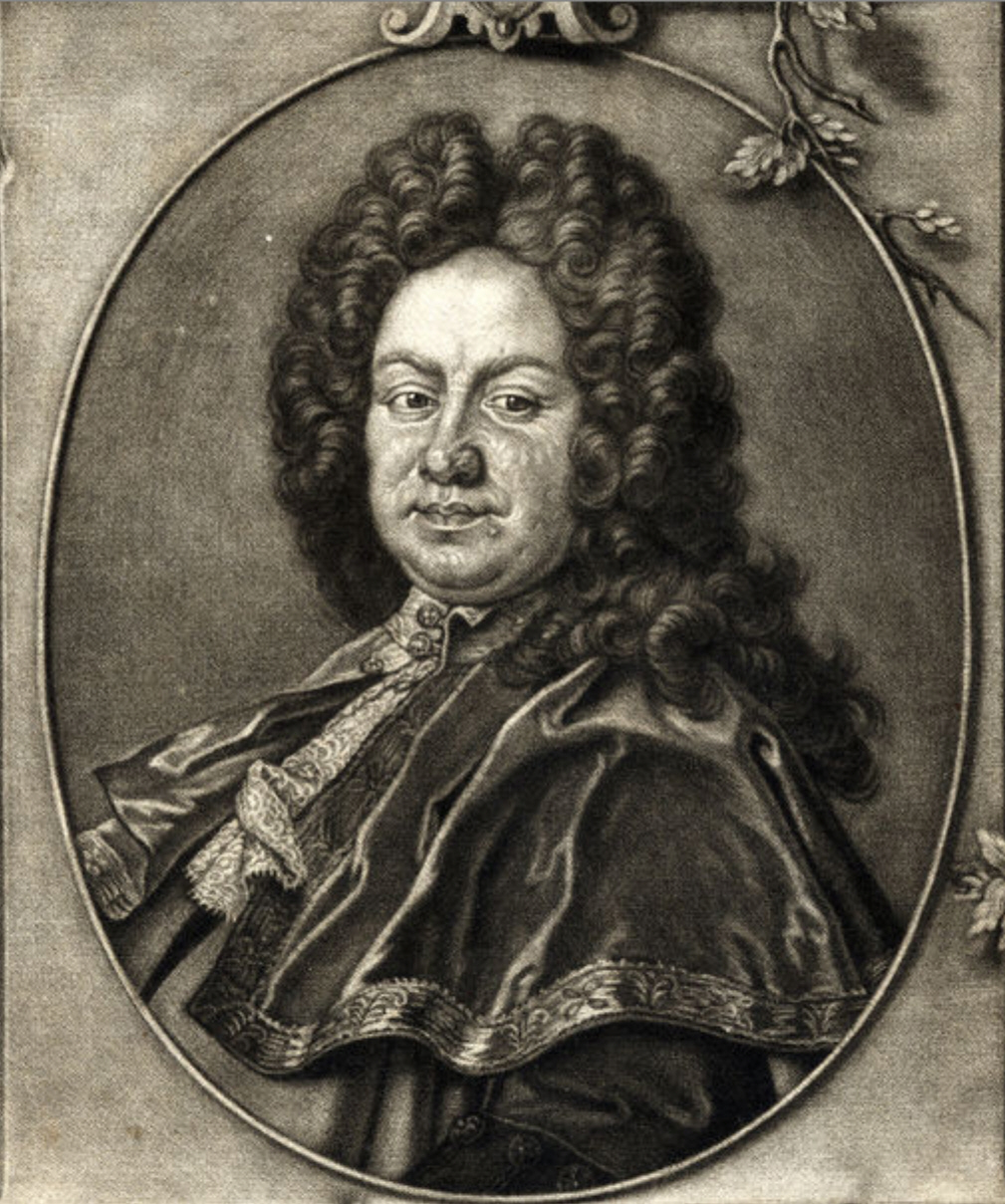
Johann David Köhler setzte sich in seiner Münzbelustigung mit dem Rückseitenbild des Hurenkarrentalers auseinander.

In Johann David Köhlers Historischer Münz-Belustigung von 1750 ist die Gedenkmünze als ein „sehr rarer doppelter Schauthaler der Stadt Magdeburg vom Jahre 1622“ abgebildet. Seine „Historische Erklärung“ setzt sich mit dem Rückseitenbild des Hurenkarrentalers auseinander:
„Unter einem so erbarn und züchtigen Volcke welches die Hurerey und den Ehebruch äußerst verabscheuete, und mit der größten Strenge bestrafete, konnte ein Römischer Hurentempel keinen Platz haben.“ Dem Auftraggeber des Schautalers wirft Köhler vor, er „hätte Bedenken tragen sollen, diesen Zucht und Ehrliebenden Teutschen angedichteten heydnischen Greul mit einen so frechen und geilen Aufzug auf demselben vorzustellen, indem er damit veranlasset hat, daß man denselben auf allerhand Begebenheiten geschlagenen, und deswegen mit gewissen Beynahmen belegten Thalern, unter den schändlichen Nahmen des Hurenkarrenthalers beyzehlen kann.“
Der Gelehrte schließt seine „Historische Erklärung“ mit der nach seinen Kenntnissen ältesten Benennung der Stadt: Magdeburg heißt „so viel als eine mächtige Burg eine feste, starcke, wohl verwarete und mit Mannschafft wohlbesetzte Burg. Von dem alten Stammwort Mag, ich mag, kommt her, mögen, Vermögen, Macht, mächtig, und diese bringt dieser herrlichen und hochansehnlichen Stadt mehr Ehre und Ruhm, als wenn man von obige vier nackten abgöttischen Hurenmägden ableiten will.“

### Ein Bild Freias
Ein Bild der Göttin Freia, welches der Rückseite des Magdeburger Schautalers entsprechen soll und lt. Friedrich Nork von Karl dem Großen zerstört wurde, ist in seinem Realwörterbuch … von 1843 beschrieben. Im Gegensatz zu Köhlers Historische Münz-Belustigung von 1750, der die allegorische Darstellung des Gedenktalers zur Stadtgründung als einen „so frechen und geilen Aufzug“ mit den „vier nackten abgöttischen Hurenmägden“ bezeichnet und einen Venustempel vor der Zeit Otto I. „unter einem so ehrbaren und tüchtigem Volcke“ ausschließt, nennt Nork die nordische Göttin Freia, die der Venus des römischen Götterhimmels ähnelt, als mögliche Namensgeberin der Stadt Magdeburg:

„Magdeburg erhielt von ihr [Freia] vielleicht den Namen, denn Magd bedeutete den alten Deutschen die Jungfrau überhaupt. Den Freiascult in jener Stadt bestätigt Cranz (Sax. L. II, c. 12): […]. Ihr Bildniß hatten Fremde (Römer?) dahin [nach Magdeburg] gebracht: Sie stand nackt auf einem Wagen, ein Myrtenkranz ihre Schläfe umwindend, auf der Brust eine brennende Fackel (Symb. der Liebesflamme); in der Rechten hielt sie eine Erdkugel (weil alle Wesen ihre Herrschaft anerkennen), in der Linken drei goldene Äpfel (das bekannte Sinnbild der Liebe). Hinter ihr standen drei unverschleierte Mädchen (die Grazien?) mit ineinander geschlungenen Händen, jede einen Apfel in der Hand, den niedrigen Wagen zogen zwei Schwäne und zwei Tauben. Karl der Große zerstörte dieses Bild […]. Mit dieser Abbildung hat man auch einen Schauthaler der Stadt Magdeburg v. J. 1622, den das gemeine Volk, welches nichts von der Venus und ihren Grazien wußte, nur den Hurenkarrenthaler nannte, […].“

Das von Friedrich Nork beschriebene Bildnis der Göttin Freyia, auch Freia und Freya genannt, stellt die skandinavische Göttin der Liebe, Tochter Niördhrs und Schwester Freyrs, dar.